# Бислет игре
Бислет игре су годишњи међународни атлетски митинг који се од 1965. одржава у Ослу (Норвешка) на Бислет стадиону. Раније је био домаћин годишњег атлетског митинга у склопу Златне лиге а од 2010. један од 14. митинга Дијамантске лиге. Митинг спонзорише ExxonMobil, па се званично зове ExxonMobil Bislett Games.

## Историја
Први међународни митинг одржан је на Бислету 1924. Од тада до 1937. такмичење је познато као „Амерички митинг“ („The American Meetings“). Митинге су организовали различити организатори у периоду између 1947. и 1965, када три атлестке асоцијације BUL, Vidar и Tjalve формирали Бислет алијансу. Исте године Арне Хавквик основао је Билсет игре.
Стадион Бислет коришћен је и за брзо клизање на Зимским олимпијским играма 1952., али данас је познатији по атлетском митингу Бислет играма. Игре настоје привући најбоље соспортисте из целог света, што говори и 65 светских рекорда постигнутим х на овим Играма. Због изградње новог Бислет стадиона, која је почела у априлу 2004. године, митинзи су одржавани на Фала стадиону у Бергену под именом „Берген Бислет игре“.

## Рекорди

### Светски рекорди
Током своје историје, бројни светски рекорди постављени су на Бислет играма и ранијим такмичењима на Бслет стадиону.
       Ратификовани рекорди
| Година                             | Дисциплина                   | Рекорд                       | Атлетичар/ка                 | Земља                        |
| Амерички митинг 1924 — 1937.       | Амерички митинг 1924 — 1937. | Амерички митинг 1924 — 1937. | Амерички митинг 1924 — 1937. | Амерички митинг 1924 — 1937. |
| ---------------------------------- | ---------------------------- | ---------------------------- | ---------------------------- | ---------------------------- |
| 1924                               | 500 м                        | 1:03,8                       | Андријан Полен               | Холандија                    |
| 1925                               | Скок мотком                  | 4,23 м                       | Шарл Хоф                     | Норвешка                     |
| 1934                               | Бацање кугле                 | 17,40 м                      | Џек Торенс                   | Сједињене Државе             |
| 1934                               | 500 м                        | 1:02,0                       | Бен Истман                   | Сједињене Државе             |
| 1934                               | 110 м пр.                    | 14,2                         | Перси Бирд                   | Канада                       |
| 1934                               | 100 м                        | 10,3                         | Јулејси Пикок                | Сједињене Државе             |
| 1934                               | Бацање диска                 | 52,42 м                      | Харалд Андерсон              | Шведска                      |
| 1935                               | 110 м препоне                | 14,2                         | Арвин Моро                   | Сједињене Државе             |
| 1936                               | 110 м препоне                | 13,7                         | Форест Таунс                 | Сједињене Државе             |
| Разна имена у периоду 1947 — 1964. |                              |                              |                              |                              |
| 1949                               | Бацање кугле                 | 17,79 м                      | Џеимс Фукс                   | Сједињене Државе             |
| 1952                               | Бацање кладива               | 61,25 м                      | Свере Стандли                | Норвешка                     |
| 1953                               | Бацање кладива               | 62,36 м                      | Свере Стандли                | Норвешка                     |
| 1953                               | 1.000 м                      | 6:20,4 м                     | Авдун Бојсен                 | Норвешка                     |
| 1955                               | 3.000 м препреке             | 8:45,4                       | Пенти Карвонен               | Финска                       |
| 1955                               | 800 м                        | 1:45,7                       | Рођер Монс                   | Белгија                      |
| 1955                               | 1.500 м                      | 3:40,8                       | Ласло Табори                 | Мађарска                     |
| 1955                               | 1.500 м                      | 3:40,8                       | Гунар Нилсен                 | Данска                       |
| 1964                               | Бацање копља                 | 87,12 м                      | Терје Педерсен               | Норвешка                     |
| 1964                               | Бацање копља                 | 91,72 м                      | Терје Педерсен               | Норвешка                     |
| Бислет игре 1965 — данас.          |                              |                              |                              |                              |

## Рекорди митинга

### Мушкарци
| Дисциплина       | Рекорд                                     | Атлетичар                                                               | Земља                     | Датум                         | Реф.  |
| ---------------- | ------------------------------------------ | ----------------------------------------------------------------------- | ------------------------- | ----------------------------- | ----- |
| 100 м            | 9,79 (+0,6 м/с)                            | Јусејн Болт                                                             | Јамајка                   | 7. јун 2012.                  | [ 1 ] |
| 200 м            | 19,79 (+1,7 м/с)                           | Јусејн Болт                                                             | Јамајка                   | 13. јун 2013.                 | [ 2 ] |
| 400 м            | 43,86                                      | Мајкл Џонсон                                                            | Сједињене Државе          | 21. јул 1995.                 |       |
| 800 м            | 1:42,04                                    | Дејвид Рудиша                                                           | Кенија                    | 4. јун 2010.                  |       |
| 1.000 м          | 2:12,18                                    | Себастијан Коу                                                          | Велика Британија          | 11. јул 1981.                 |       |
| 1.500 м          | 3:29,12                                    | Хишам ел Геруж                                                          | Мароко                    | 9. јул 1998.                  |       |
| Миља             | 3:44,90                                    | Хишам ел Геруж                                                          | Мароко                    | 4. јул 1997.                  |       |
| 2.000 м          | 4:51,52                                    | Џон Вокер                                                               | Нови Зеланд               | 30. јун 1976.                 |       |
| 3.000 м          | 7:27,42                                    | Хаиле Гебрселасије                                                      | Етиопија                  | 9. јул 1998.                  |       |
| 2. миље          | 8:15,2                                     | Род Диксон                                                              | Нови Зеланд               | 17. јул 1979.                 |       |
| 5.000 м          | 12:52,26                                   | Кенениса Бекеле                                                         | Етиопија                  | 27. јун 2003.                 |       |
| 6. миља          | 26:47,0                                    | Рон Кларк                                                               | Аустралија                | 14. јул 1965.                 |       |
| 10.000 м         | 26:31,32                                   | Хаиле Гебрселасије                                                      | Етиопија                  | 4. јул 1997.                  |       |
| 110 м препоне    | 13,00 (−0,1 м/с)                           | Лађи Дукуре                                                             | Француска                 | 29. јул 2005.                 |       |
| 400 м препоне    | 47,67                                      | Едвин Мозес                                                             | Сједињене Државе          | 17. јул 1979.                 |       |
| 2.000 м препреке | 5:20,00                                    | Krzysztof Wesołowski                                                    | Пољска                    | 28. јун 1984.                 |       |
| 3.000 м препреке | 8:01,83                                    | Пол Кипсијеле Коеч                                                      | Кенија                    | 9. јун 2011.                  | [ 3 ] |
| Скок увис        | 2,38 м                                     | Мутаз Еса Баршим                                                        | Катар                     | 15. јун 2017.                 | [ 4 ] |
| Скок мотком      | 6,00 м                                     | Тим Лобингер                                                            | Немачка                   | 30. јун 1999.                 |       |
| Скок удаљ        | 8,53 м (+0,9 м/с)                          | Ирвинг Саладино                                                         | Панама                    | 2. јун 2006.                  |       |
| Троскок          | 18,01 м (+0,4 м/с)                         | Џонатан Едвардс                                                         | Велика Британија          | 9. јул 1998.                  |       |
| Бацање кугле     | 22,02 м                                    | Вернер Гинтер                                                           | Швајцарска                | 6. јул 1991.                  |       |
| Бацање диска     | 70,51 м                                    | Виргилијус Алекна                                                       | Литванија                 | 15. јун 2007.                 |       |
| Бацање кладива   | 81,14 м                                    | Јури Там                                                                | Совјетски Савез           | 16. јул 1985.                 |       |
| Бацање копља     | 94,22 м (старо копље) 92,60 м (ново копље) | Michael Wessing Raymond Hecht                                           | Западна Немачка · Немачка | 3. август 1978. 21. јул 1995. |       |
| Ходање 5.000 м]  | 20:27,0+                                   | Ерлинг Андерсен                                                         | Норвешка                  | 3. август 1979.               |       |
| Ходање 10.000 м  | 40:50,0                                    | Ерлинг Андерсен                                                         | Норвешка                  | 3. август 1979.               |       |
| Ходање 20.000 м  | 1:27:56,8                                  | Ерлинг Андерсен                                                         | Норвешка                  | 23. август 1981.              |       |
| 30.000           | 2:35:45,6                                  | Торе Бустад                                                             | Норвешка                  | 20. јул 1970                  |       |
| 50.000 м         | 4:42:10,0                                  | Per Ola Sverre                                                          | Норвешка                  | 9. август 1974                |       |
| 4 х 1.500 м      | 14:40,4 РМ                                 | Tony Polhill 3:42,9 Џон Вокер 3:40,4 Род Диксон 3:41,2 Dick Quax 3:35,9 | Нови Зеланд               | 22. август 1973.              |       |

### Жене
| Дисциплина       | Рекорд                                     | Атлетичар                      | Земља                       | Датум                      | Реф.  |
| ---------------- | ------------------------------------------ | ------------------------------ | --------------------------- | -------------------------- | ----- |
| 100 м            | 10,82 (−0,5 м/с)                           | Мерион Џоунс                   | Сједињене Државе            | 9. јул 1998.               |       |
| 200 м            | 21,93 (+0,7)                               | Дафне Схиперс                  | Холандија                   | 9. јун 2016.               | [ 5 ] |
| 400 м            | 49,23                                      | Татјана Коцембова              | Чехословачка                | 23. август 1983.           |       |
| 800 м            | 1:55,04                                    | Јармила Кратохвилова           | Чехословачка                | 23. август 1983.           |       |
| 1.500 м          | 3:57.40                                    | Сузи Фејвор-Хамилтон           | Сједињене Државе            | 28. јул 2000.              |       |
| миља             | 4:17,25                                    | Соња О'Саливан                 | Ирска                       | 22. јул 1994.              |       |
| 3.000 м          | 8:27,21                                    | Габријела Сабо                 | Румунија                    | 30. јун 1999.              |       |
| 5.000 м          | 14:11,15                                   | Тирунеш Дибаба                 | Етиопија                    | 6. јун 2008.               |       |
| 10.000 м         | 30:13,74                                   | Ингрид Кристјансен             | Норвешка                    | 5. јул 1986.               |       |
| 100 м препоне    | 12,49 (+0,7 м/с)                           | Сали Пирсон                    | Аустралија                  | 7. јун 2012.               | [ 6 ] |
| 400 м препоне    | 53,18                                      | Дион Хемингс                   | Јамајка                     | 4. јул 1997.               |       |
| 3.000 м препреке | 9:07,14                                    | Милка Чемос Чејва              | Кенија                      | 7. јун 2012.               | [ 7 ] |
| Скок увис        | 2,05 м                                     | Стефка Костадинова             | Бугарска                    | 4. јул 1987.               |       |
| Скок мотком      | 4,85 м                                     | Јелена Исинбајева              | Русија                      | 15. јун 2007.              |       |
| Скок удаљ        | 7,29 м (+0,9 м/с)                          | Хајке Дрекслер                 | Немачка                     | 22. јул 1994.              |       |
| Троскок          | 15,11 м (+0,1 м/с)                         | Јамиле Алдама                  | Куба                        | 27. јун 2003.              |       |
| Бацање кугле     | 20,26 м                                    | Валери Адамс                   | Нови Зеланд                 | 9. јун 2011.               | [ 8 ] |
| Бацање диска     | 71,00 м                                    | Галина Савинова                | Совјетски Савез             | 16. јул 1985.              |       |
| Бацање копља     | 76,34 m (старо копље) 69,48 м (ново копље) | Фатима Вајтбред Трине Хатестад | Велика Британија · Норвешка | 4. јул 1987. 28. јул 2000. |       |
| Ходање 3.000 м   | 13:45,7                                    | Фрејдис Хилсен                 | Норвешка                    | 23. август 1981.           |       |
| Ходање 5.000 м   | 22:59,6                                    | Анита Бломберг                 | Норвешка                    | 17. јун 1988.              |       |

+ = Рекорд постигнут у трци на дужој дистанци

## Рефренце
1. ↑  „100 Metres Results”. IAAF. 07. 6. 2012. Приступљено 07. 6. 2012.
2. ↑  Mulkeen, Jon (13. 6. 2013). „Bolt back with a bang in Oslo – IAAF Diamond League”. IAAF. Приступљено 17. 6. 2013.
3. ↑  „3000m Steeplechase Men: Results” (PDF). Samsung Diamond League. Omega Timing. 09. 6. 2011. Архивирано из оригинала (PDF) 14. 8. 2011. г. Приступљено 09. 6. 2011.
4. ↑  „High Jump Results” (PDF). sportresult.com. 15. 6. 2017. Приступљено 20. 6. 2017.[мртва веза]
5. ↑  „200m Results” (PDF). static.sportresult.com. 09. 6. 2016. Архивирано из оригинала (PDF) 15. 08. 2016. г. Приступљено 20. 6. 2017.
6. ↑  „100 Metres Hurdles Results”. IAAF. 07. 6. 2012. Приступљено 07. 6. 2012.
7. ↑  „3000 Metres Steeplechase Results”. IAAF. 07. 6. 2012. Архивирано из оригинала 15. 06. 2012. г. Приступљено 07. 6. 2012.
8. ↑  „Shot Put Results” (PDF). www.diamondleague.com. 09. 6. 2011. Архивирано из оригинала (PDF) 15. 3. 2012. г. Приступљено 16. 7. 2011.